# Lipsicz Mihály
Lipsicz Mihály (Lipsics, Lipsitz) (Magyaróvár, 1703. szeptember 19. – Győr, 1766. augusztus 23.) bölcseleti és teológiai doktor, jezsuita áldozópap és tanár.

## Élete
1720. október 14-én lépett a rendbe; középiskolai tanulmányait bevégezvén, 1730-ban Győrött az alsó osztályban tanított. 1731-34-ben teológiát tanult Grazban; 1737-ben Kolozsvárt matematikát, 1738-41-ben Kassán bölcseletet, 1742-ben Egerben, 1743-44-ben Nagyszombatban, 1746-ben Budán, 1747-ben Egerben, 1748-ban Nagyszombatban, 1750-ben Zágrábban, 1754-ben Sopronban teológiát és 1758-1760-ban Győrött dogmatikát tanított. 1761-ben Sopronba ment lelkésznek; onnét Győrbe a felsőbb osztálybeliek felügyelőjének és a konviktus igazgatójának nevezték ki.
Ő írta az első magyarországi algebrakönyvet, amely első és másodfokú egyenleteket, számtani és mértani haladványokat taglal.

## Munkái
- Algebra seu analysis speciosa. Cassoviae, 1738
- Statica de varietate, ac proprietatibus motus naturalis et artificalis, cum methodo erigendi machinas, eisque utendi. Uo. 1740, 13 rajztáblával
- Poeta christianus, honori ... neo-baccalaureorum dum in alma episcopali universitate Cassoviensi, prima aa ll. & philosophia laurea insignirentur promotore ... A poetis Cassoviensibus dicatus a. 1740, Uo.
- Hungaria coelestis astronomiam et chronologiam in synopsi complectens. Uo. 1741
- Causae forenses. In palatio reginae eloquentiae actae laureatis honoribus ... neo-doctorum, dum per ... laurea insignirentur. Uo. 1741 (a 3. és 5. sz. munkát Kracho Józsefnek is tulajdonítják)